# Rhadinodontoplisus tricolor
Rhadinodontoplisus tricolor är en stekelart som beskrevs av Heinrich 1938. Rhadinodontoplisus tricolor ingår i släktet Rhadinodontoplisus och familjen brokparasitsteklar. Utöver nominatformen finns också underarten R. t. nigrescens.